# Trofeo Amberes
El Trofeo Amberes fue un premio que otorgaban anualmente los diarios españoles Marca y Arriba al club que mejor cuidase su cantera.

## Palmarés
| Año  | Equipo              |
| ---- | ------------------- |
| 1953 | Athletic Club       |
| 1954 | Valencia CF         |
| 1955 | Real Sociedad       |
| 1956 | UD Las Palmas       |
| 1957 | CA Osasuna          |
| 1958 | Real Jaén CF        |
| 1959 | Athletic Club       |
| 1960 | RCD Español         |
| 1961 | San Sebastián CF    |
| 1962 | Sporting de Gijón   |
| 1963 | Racing de Santander |
| 1964 | CD Tenerife         |
| 1965 | CD Mestalla         |
| 1966 | Pontevedra CF       |
| 1967 | Real Betis          |
| 1968 | Elche CF            |